# World Series of Poker 2003
Die World Series of Poker 2003 war die 34. Austragung der Poker-Weltmeisterschaft und fand vom 15. April bis 23. Mai 2003 im Binion’s Horseshoe in Las Vegas statt. Das Main Event löste einen Pokerboom aus.

## Turniere

### Turnierplan

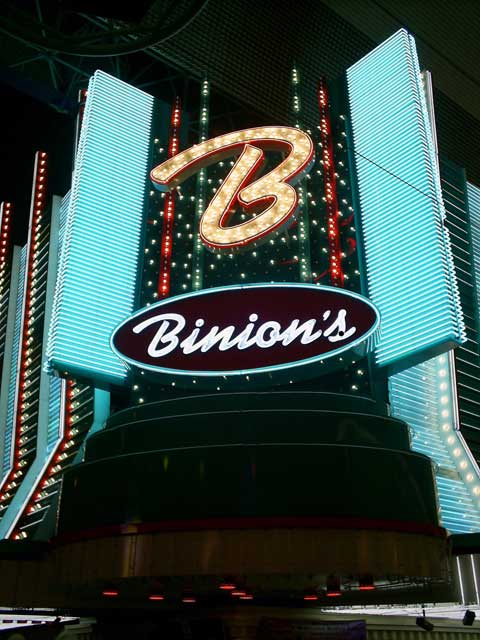
Das Binion’s Horseshoe in Las Vegas

Im Falle eines mehrfachen Braceletgewinners gibt die Zahl hinter dem Spielernamen an, das wievielte Bracelet in diesem Turnier gewonnen wurde.
| #  | Buy-in (in $) | Turnier                                          | Turnierbeginn | Teilnehmer | Sieger               | Herkunft           | Preisgeld (in $) |
| -- | ------------- | ------------------------------------------------ | ------------- | ---------- | -------------------- | ------------------ | ---------------- |
| 1  | 00.500        | Casino Employees Limit Hold’em                   | 15. Apr. 2003 | 208        | David Lukaszewski    | Vereinigte Staaten | 0.035.800        |
| 2  | 02.000        | Limit Hold’em                                    | 16. Apr. 2003 | 422        | Mohammed Ibrahim     | Vereinigte Staaten | 0.290.420        |
| 3  | 01.500        | Limit Seven Card Stud                            | 17. Apr. 2003 | 177        | Toto Leonidas        | Vereinigte Staaten | 0.098.760        |
| 4  | 02.000        | Limit Omaha Hi-Lo                                | 18. Apr. 2003 | 175        | Chris Ferguson (4)   | Vereinigte Staaten | 0.123.680        |
| 5  | 02.000        | No-Limit Hold’em                                 | 19. Apr. 2003 | 407        | Jim Meehan           | Vereinigte Staaten | 0.280.100        |
| 6  | 01.500        | Pot-Limit Hold’em                                | 20. Apr. 2003 | 212        | Prahlad Friedman     | Vereinigte Staaten | 0.109.400        |
| 7  | 01.500        | Limit Seven Card Stud Hi-Lo                      | 21. Apr. 2003 | 190        | Minh Nguyen          | Vereinigte Staaten | 0.106.020        |
| 8  | 01.500        | Pot-Limit Omaha (Rebuy)                          | 22. Apr. 2003 | 117        | Erik Seidel (6)      | Vereinigte Staaten | 0.146.100        |
| 9  | 02.000        | Limit H.O.R.S.E.                                 | 23. Apr. 2003 | 113        | Doyle Brunson (9)    | Vereinigte Staaten | 0.084.080        |
| 10 | 02.000        | Limit Hold’em & Seven Card Stud                  | 24. Apr. 2003 | 089        | Chris Ferguson (5)   | Vereinigte Staaten | 0.066.220        |
| 11 | 02.500        | No-Limit Hold’em                                 | 25. Apr. 2003 | 259        | Phi Nguyen           | Vereinigte Staaten | 0.222.800        |
| 12 | 02.500        | Limit Hold’em                                    | 26. Apr. 2003 | 194        | Phil Hellmuth (8)    | Vereinigte Staaten | 0.171.400        |
| 13 | 02.500        | Limit Seven Card Stud                            | 27. Apr. 2003 | 103        | Michael Saltzburg    | Vereinigte Staaten | 0.095.580        |
| 14 | 05.000        | No-Limit 2-7 Lowball Draw                        | 28. Apr. 2003 | 028        | O’Neil Longson (2)   | Vereinigte Staaten | 0.147.680        |
| 15 | 05.000        | No-Limit Hold’em                                 | 29. Apr. 2003 | 127        | Johnny Chan (8)      | Vereinigte Staaten | 0.224.400        |
| 16 | 01.500        | Limit Omaha                                      | 30. Apr. 2003 | 120        | Eduard Scharf (2)    | Deutschland        | 0.063.600        |
| 17 | 01.500        | Limit Hold’em                                    | 1. Mai 2003   | 346        | John Arrage          | Vereinigte Staaten | 0.178.600        |
| 18 | 02.500        | Limit Omaha Hi-Lo                                | 2. Mai 2003   | 135        | Layne Flack (4)      | Vereinigte Staaten | 0.119.260        |
| 19 | 02.500        | Pot-Limit Hold’em                                | 3. Mai 2003   | 214        | Mickey Appleman (4)  | Vereinigte Staaten | 0.147.280        |
| 20 | 01.000        | Seniors No-Limit Hold’em                         | 4. Mai 2003   | 378        | Ron Rose             | Vereinigte Staaten | 0.130.060        |
| 21 | 02.500        | Limit Seven Card Stud                            | 5. Mai 2003   | 140        | John Juanda (2)      | Vereinigte Staaten | 0.130.200        |
| 22 | 01.500        | No-Limit Hold’em                                 | 6. Mai 2003   | 531        | Amir Vahedi          | Iran               | 0.270.000        |
| 23 | 02.000        | Limit S.H.O.E.                                   | 7. Mai 2003   | 135        | Daniel Negreanu (2)  | Kanada             | 0.100.440        |
| 24 | 05.000        | Pot-Limit Omaha                                  | 8. Mai 2003   | 085        | Johnny Chan (9)      | Vereinigte Staaten | 0.158.100        |
| 25 | 01.500        | Limit Hold’em Shootout                           | 9. Mai 2003   | 220        | Layne Flack (5)      | Vereinigte Staaten | 0.120.000        |
| 26 | 03.000        | Limit Hold’em                                    | 10. Mai 2003  | 154        | Thomas Jacobs        | Vereinigte Staaten | 0.163.000        |
| 27 | 05.000        | Limit Razz                                       | 11. Mai 2003  | 030        | Huck Seed (4)        | Vereinigte Staaten | 0.071.500        |
| 28 | 01.000        | Ladies Limit Hold’em & Seven Card Stud           | 11. Mai 2003  | 112        | Barbara Rugolo       | Vereinigte Staaten | 0.040.700        |
| 29 | 01.500        | Limit Omaha Hi-Lo                                | 12. Mai 2003  | 259        | Frankie O’Dell       | Vereinigte Staaten | 0.133.760        |
| 30 | 03.000        | Pot-Limit Hold’em                                | 13. Mai 2003  | 218        | Keith Lehr           | Vereinigte Staaten | 0.225.040        |
| 31 | 05.000        | Limit Seven Card Stud                            | 14. Mai 2003  | 096        | Men Nguyen (5)       | Vereinigte Staaten | 0.178.560        |
| 32 | 03.000        | No-Limit Hold’em                                 | 15. Mai 2003  | 398        | Phil Hellmuth (9)    | Vereinigte Staaten | 0.410.860        |
| 33 | 02.500        | Pot-Limit Omaha (Rebuy)                          | 16. Mai 2003  | 120        | John Juanda (3)      | Vereinigte Staaten | 0.203.840        |
| 34 | 05.000        | Limit Hold’em                                    | 17. Mai 2003  | 143        | Carlos Mortensen (2) | Spanien            | 0.251.680        |
| 35 | 01.500        | Limit A-5 Triple Draw                            | 18. Mai 2003  | 078        | Men Nguyen (6)       | Vereinigte Staaten | 0.043.520        |
| 36 | 10.000        | No Limit Hold’em Main Event – World Championship | 19. Mai 2003  | 839        | Chris Moneymaker     | Vereinigte Staaten | 2.500.000        |

### Main Event

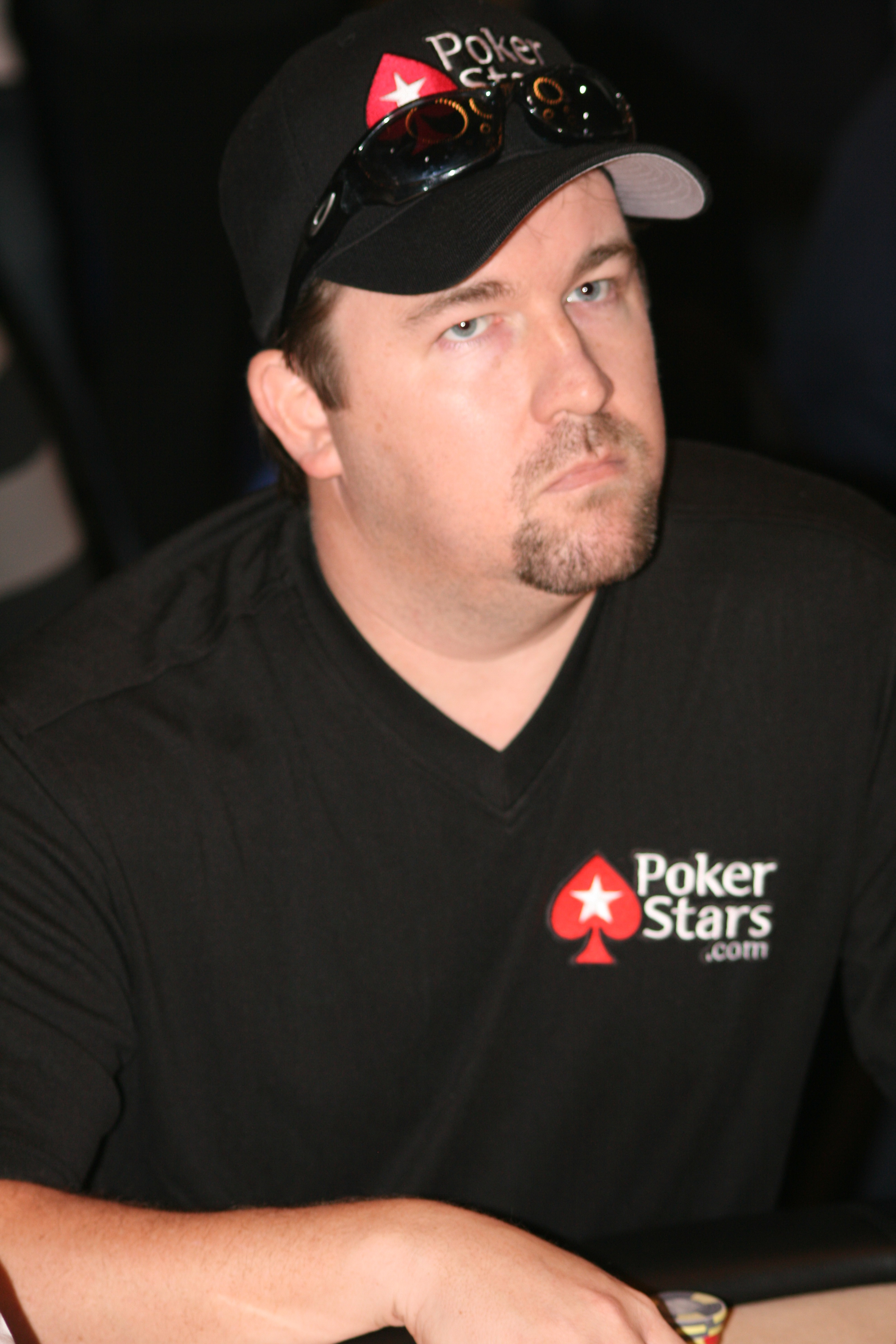
Chris Moneymaker (2008)

Der Finaltisch wurde am 23. Mai 2003 ausgespielt. Mit Chris Moneymaker gewann ein Amateur das Main Event, was einen Pokerboom (den sogenannten Moneymaker-Boom) auslöste und schon im Folgejahr die Teilnehmerzahl mehr als verdreifachte. In der finalen Hand gewann er mit 5♦ 4♠ gegen Farha mit J♥ 10♦.
| Platz | Herkunft           | Spieler          | Preisgeld (in $) |
| ----- | ------------------ | ---------------- | ---------------- |
| 1     | Vereinigte Staaten | Chris Moneymaker | 2.500.000        |
| 2     | Vereinigte Staaten | Sam Farha        | 1.300.000        |
| 3     | Vereinigte Staaten | Dan Harrington   | 0.650.000        |
| 4     | Vereinigte Staaten | Jason Lester     | 0.440.000        |
| 5     | Vereinigte Staaten | Tomer Benvenisti | 0.320.000        |
| 6     | Iran               | Amir Vahedi      | 0.250.000        |
| 7     | Vereinigte Staaten | Young Pak        | 0.200.000        |
| 8     | Vereinigte Staaten | David Grey       | 0.160.000        |
| 9     | Vereinigte Staaten | David Singer     | 0.120.000        |